# Francesco Galigai

Pratica d'arithmetica, 1552

Francesco Galigai, anche scritto Ghaligai (Firenze, 1498 – 1573), è stato un matematico italiano.

## Biografia
Studiò la matematica, pubblicò con il titolo di Summa de arithmetica nel 1521 un riassunto di quanto conosciuto sino a quel tempo sulle equazioni di primo e secondo grado aggiungendo anche cenni sulla storia e lo sviluppo della matematica.

## Opere
- Francesco Galigai, Pratica d'arithmetica, In Firenze, Bernardo Giunta, 1552. URL consultato il 13 giugno 2015.